# Championnat de Mayotte de basket-ball
Le championnat de Mayotte de basket-ball, nommé Prénationale est une compétition annuelle mettant aux prises les dix meilleurs clubs de basket-ball à Mayotte. C’est la ligue régionale de basket-ball de Mayotte qui organise la compétition.